# Schweizer Leichtathletik-Meisterschaften 2011
Die Schweizer Leichtathletik-Meisterschaften 2011 (auch: SM Aktive oder LA Schweizermeisterschaften) (französisch Championnats Suisses Elites d’Athlétisme 2011; italienisch Campionati Svizzeri Attivi 2011) fanden am 5. und 6. August 2011 im Stadion Schützenmatte in Basel statt.

## Frauen

### 100 m
| Platz | Athletin          | Zeit (s) |
| ----- | ----------------- | -------- |
| 1     | Mujinga Kambundji | 11,80    |
| 2     | Jacqueline Gasser | 12,07    |
| 3     | Marisa Lavanchy   | 12,09    |

### 200 m
| Platz | Athletin          | Zeit (s) |
| ----- | ----------------- | -------- |
| 1     | Jacqueline Gasser | 23,99    |
| 2     | Léa Sprunger      | 24,14    |
| 3     | Marisa Lavanchy   | 24,46    |

### 400 m
| Platz | Athletin            | Zeit (s)       |
| ----- | ------------------- | -------------- |
| 1     | Jessica Martins     | 54,18 (1. SM*) |
| 2     | Pamela Märzendorfer | 55,24          |
| 3     | Angela Klingler     | 55,33 (2. SM*) |
| 4     | Delphine Balliger   | 55,70 (3. SM*) |

### 800 m
| Platz | Athletin        | Zeit (min) |
| ----- | --------------- | ---------- |
| 1     | Selina Büchel   | 2:06,47    |
| 2     | Stefanie Barmet | 2:08,41    |
| 3     | Joëlle Flück    | 2:09,25    |

### 1500 m
| Platz | Athletin           | Zeit (min) |
| ----- | ------------------ | ---------- |
| 1     | Monika Vogel       | 4:21,34    |
| 2     | Valérie Lehmann    | 4:22,65    |
| 3     | Sibylle Dürrenmatt | 4:26,88    |

### 5000 m
| Platz | Athletin            | Zeit (min) |
| ----- | ------------------- | ---------- |
| 1     | Martina Strähl      | 16:36,71   |
| 2     | Livia Burri         | 16:55,36   |
| 3     | Priska Auf der Maur | 17:00,45   |

### 100 m Hürden (84,0)
| Platz | Athletin            | Zeit (s) |
| ----- | ------------------- | -------- |
| 1     | Lisa Urech          | 12,89    |
| 2     | Marlen Affentranger | 13,67    |
| 3     | Claudine Müller     | 13,88    |

### 400 m Hürden (76,2)
| Platz | Athletin          | Zeit (s)       |
| ----- | ----------------- | -------------- |
| 1     | Tina Kron         | 57,22          |
| 2     | Valentine Arrieta | 58,59 (1. SM*) |
| 3     | Lara Kronauer     | 59,34 (2. SM*) |
| 4     | Valérie Reggel    | 60,86 (3. SM*) |

### Hochsprung
| Platz | Athletin          | Höhe (m)      |
| ----- | ----------------- | ------------- |
| 1     | Melanie Melfort   | 1,88          |
| 2     | Beatrice Lundmark | 1,82 (1. SM*) |
| 3     | Elisabeth Graf    | 1,82 (2. SM*) |
| 4     | Michelle Zeltner  | 1,76 (3. SM*) |

### Stabhochsprung
| Platz | Athletin              | Höhe (m)    |
| ----- | --------------------- | ----------- |
| 1     | Anna Katharina Schmid | 4,45 U23-SR |
| 2     | Nicole Büchler        | 4,15        |
| 3     | Mélissa Page          | 3,80        |

### Weitsprung
| Platz | Athletin          | Weite (m) |
| ----- | ----------------- | --------- |
| 1     | Irene Pusterla    | 6,55      |
| 2     | Barbara Leuthard  | 6,08      |
| 3     | Stéphanie Vaucher | 5,96      |

### Dreisprung
| Platz | Athletin          | Weite (m) |
| ----- | ----------------- | --------- |
| 1     | Stéphanie Vaucher | 13,03     |
| 2     | Alexandra Liechti | 12,68     |
| 3     | Barbara Leuthard  | 12,61     |

### Kugel (4,00) kg
| Platz | Athletin       | Weite (m) |
| ----- | -------------- | --------- |
| 1     | Ana Zogovic    | 14,48     |
| 2     | Jasmin Lukas   | 14,35     |
| 3     | Elisabeth Graf | 14,04     |

### Diskus (1,00 kg)
| Platz | Athletin        | Weite (m) |
| ----- | --------------- | --------- |
| 1     | Elisabeth Graf  | 47,24     |
| 2     | Angelina Haas   | 42,48     |
| 3     | Sabrina Kreuzer | 40,69     |

### Hammer (4,00 kg)
| Platz | Athletin        | Weite (m) |
| ----- | --------------- | --------- |
| 1     | Nicole Zihlmann | 58,70     |
| 2     | Rebecca Bähni   | 53,75     |
| 3     | Lydia Wehrli    | 53,56     |

### Speer (600 gr)
| Platz | Athletin        | Weite (m) |
| ----- | --------------- | --------- |
| 1     | Christa Wittwer | 45,32     |
| 2     | Fabienne Keiser | 44,82     |
| 3     | Eveline Gerber  | 44,61     |

- Legende: *) SM = Schweizermeisterschaften

## Männer

### 100 m
| Platz | Athlet              | Zeit (s)       |
| ----- | ------------------- | -------------- |
| 1     | Rolf Malcolm Fongué | 10,54 (1. SM*) |
| 2     | Pascal Mancini      | 10,54 (2. SM*) |
| 3     | Abraham Morlu       | 10,70          |
| 4     | Steven Gugerli      | 10,72 (3. SM*) |

### 200 m
| Platz | Athlet            | Zeit (s) |
| ----- | ----------------- | -------- |
| 1     | Alex Wilson       | 20,79    |
| 2     | Marc Schneeberger | 20,86    |
| 3     | Pascal Müller     | 21,53    |

### 400 m
| Platz | Athlet                             | Zeit (s)       |
| ----- | ---------------------------------- | -------------- |
| 1     | Philipp Weissenberger              | 47,49 (1. SM*) |
| 2     | Bryan Marie Jean François De Grace | 47,72          |
| 3     | Hugo Santacruz                     | 47,96 (2. SM*) |
| 4     | Daniele Angelella                  | 48,36 (3. SM*) |

### 800 m
| Platz | Athlet            | Zeit (min) |
| ----- | ----------------- | ---------- |
| 1     | Mario Bächtiger   | 1:51,35    |
| 2     | Guillaume Laurent | 1:52,09    |
| 3     | Raphael Salm      | 1:52,54    |

### 1500 m
| Platz | Athlet           | Zeit (min)       |
| ----- | ---------------- | ---------------- |
| 1     | Tolossa Chengere | 3:56,29          |
| 2     | Stefan Breit     | 3:56,42 (1. SM*) |
| 3     | Mirco Zwahlen    | 3:56,70 (2. SM*) |
| 4     | Raphael Fuchs    | 3:57,40 (3. SM*) |

### 5000 m
| Platz | Athlet               | Zeit (min)        |
| ----- | -------------------- | ----------------- |
| 1     | Rolf Rüfenacht       | 14:11,11 (1. SM*) |
| 2     | Clint Perrett        | 14:12,94          |
| 3     | Simon Tesfay         | 14:17,49          |
| 4     | Christian Kreienbühl | 14:27,21 (2. SM*) |
| 5     | Michel Brügger       | 14:31,66 (3. SM*) |

### 110 m Hürden (106,7)
| Platz | Athlet          | Zeit (s) |
| ----- | --------------- | -------- |
| 1     | Andreas Kundert | 13,82    |
| 2     | Michael Page    | 13,97    |
| 3     | Tobias Furer    | 14,04    |

### 400 m Hürden (91,4)
| Platz | Athlet         | Zeit (s) |
| ----- | -------------- | -------- |
| 1     | Kariem Hussein | 51,09    |
| 2     | Jonathan Puemi | 51,50    |
| 3     | Karim Manaoui  | 51,77    |

### Hochsprung
| Platz | Athlet            | Höhe (m)      |
| ----- | ----------------- | ------------- |
| 1     | Sven Tarnowski    | 2,12          |
| 2     | Michael Isler     | 2,09 (1. SM*) |
| 3     | Alexandre Hochuli | 2,03 (2. SM*) |
| 4     | Simon Sieber      | 2,03 (3. SM*) |

### Stabhochsprung
| Platz | Athlet         | Höhe (m) |
| ----- | -------------- | -------- |
| 1     | Olivier Frey   | 5,10     |
| 2     | Simon Walter   | 5,00     |
| 3     | Roman Brun     | 4,80     |
| 3     | Reto Fahrni    | 4,80     |
| 3     | Patrick Schütz | 4,80     |

### Weitsprung
| Platz | Athlet            | Weite (m) |
| ----- | ----------------- | --------- |
| 1     | Julien Fivaz      | 7,40      |
| 2     | Alexandre Hochuli | 7,33      |
| 3     | Michael Bucher    | 7,04      |

### Dreisprung
| Platz | Athlet                   | Weite (m) |
| ----- | ------------------------ | --------- |
| 1     | Alexandre Hochuli        | 15,93     |
| 2     | Alexander Martinez Aimes | 15,44     |
| 3     | Andreas Graber           | 15,19     |

### Kugel (7,26) kg
| Platz | Athlet        | Weite (m) |
| ----- | ------------- | --------- |
| 1     | Lukas Jost    | 15,80     |
| 2     | Urs Hasler    | 15,59     |
| 3     | Thomas Bigler | 15,38     |

### Diskus (2,0 kg)
| Platz | Athlet     | Weite (m) |
| ----- | ---------- | --------- |
| 1     | Lukas Jost | 51,90     |
| 2     | David Naef | 51,56     |
| 3     | Ralph Gilg | 47,97     |

### Hammer (7,26 kg)
| Platz | Athlet             | Weite (m)      |
| ----- | ------------------ | -------------- |
| 1     | Martin Bingisser   | 67,90 (1. SM*) |
| 2     | Björn Kötteritzsch | 54,21          |
| 3     | Richard Bot        | 49,94          |
| 4     | Alexandre Gurba    | 48,00 (2. SM*) |
| 5     | Simone Gilà        | 43,98 (3. SM*) |

### Speer (800 gr)
| Platz | Athlet          | Weite (m) |
| ----- | --------------- | --------- |
| 1     | Nicola Müller   | 70,89     |
| 2     | Roland Thalmann | 64,33     |
| 3     | Julian Lehmann  | 64,10     |

- Legende: *) SM = Schweizermeisterschaften